# Лакинск
Лакинск (на руски: Лакинск) е град в Русия, разположен в Собински район, Владимирска област. Населението на града към 1 януари 2018 година е 14 330 души.